# 長平鮋
長平鮋，為輻鰭魚綱鮋形目鮋亞目平鮋科的其中一種，為深海魚類，分布於東北太平洋阿拉斯加灣至墨西哥下加利福尼亞Chirikof島海域，棲息深度25-425公尺，體長可達39公分，棲息在外海岩石底質或軟底質底層水域，卵胎生，幼魚具漂浮性，生活習性不明，可做為食用魚、餌魚或觀賞魚。